# جيرت إنغستروم
جيرت إنغستروم (بالسويدية: Gert Engström)‏ (و. 1918 – 2002 م) هو صحفي، من السويد، توفي عن عمر يناهز 84 عاماً.